# Rapacità
Rapacità (Greed) è un film muto del 1924 diretto da Erich von Stroheim.

## Storia
La pellicola è un adattamento del regista Erich von Stroheim e di Joseph Farnham del romanzo McTeague di Frank Norris, mentre la menzione di June Mathis come sceneggiatrice fu una questione meramente contrattuale della Metro-Goldwyn-Mayer, visto che la sceneggiatrice era all'epoca impegnata in altre produzioni. Greed è uno dei "film maledetti" della storia del cinema e la storia delle riprese di questo film fa parte delle leggende di Hollywood.
Sotto l'egida della Goldwyn Pictures Corporation di Samuel Goldwyn, il regista Erich von Stroheim cercò di creare una versione cinematografica del racconto letterario fedele in ogni minimo particolare. Per rispecchiare l'autentico spirito della storia, il regista insistette per effettuare le riprese il più possibile nei luoghi originari: a San Francisco, in Sierra Nevada e persino nel deserto della Valle della Morte, dove le riprese furono estremamente difficili per le condizioni atmosferiche al limite della sopportazione, sia per gli attori che per la troupe. In tutto il film fu girato in nove mesi, con la cifra di 470.000 dollari spesi, una somma ingente per l'epoca.
La versione originale della pellicola aveva una durata di circa sette ore (42 bobine). La Metro-Goldwyn-Mayer di Irving Thalberg, che acquistò la Goldwyn durante la produzione del film, costrinse il regista ad adattare la pellicola a una durata più accettabile per un largo pubblico, e il regista consegnò allora u a versione tagliata, di circa la metà (24 bobine), per una durata di circa quattro ore. In seguito il film passò nelle mani dell'aiuto regista Rex Ingram, allievo e ammiratore di Stroheim, e del montatore Grant Whytock, che arrivarono a una versione di 18 bobine (3 ore).
Il film venne però ancora requisito dalla MGM e tagliato ulteriormente da montatori professionisti, nonostante le vivide proteste del regista, che lo ridussero a sole 10 bobine, per 108 minuti. Si tratta della versione normalmente in circolazione anche oggi, dove sono stati tagliati interi personaggi e episodi. Le parti tagliate dalla pellicola vennero in larga parte distrutte, trasformandola in uno dei più celebri film perduti di Hollywood.
Il film fu un vero insuccesso al botteghino e venne aspramente bocciato dalla critica, tuttavia negli ultimi anni è stato enormemente rivalutato e giudicato uno dei film chiave della storia del cinema. Nel 1991 il film è stato scelto per la conservazione nel National Film Registry della Biblioteca del Congresso degli Stati Uniti. Nel 1999 la Turner Entertainment (detentrice dei diritti) ha cercato di ricostruire la pellicola originale recuperando alcune serie di fotogrammi perduti e creando una versione restaurata di quattro ore e mezza. Esiste anche una versione di due ore e venti.

## Trama

### Prima parte
La storia si svolge tra San Francisco e il deserto californiano. Mac Teague è un minatore di carattere mite e tranquillo, almeno finché non viene provocato, come dimostra una primissima scena dove sta cullando un passerotto e poco dopo getta un uomo giù da una scarpata perché ha scacciato l'uccellino. Nel suo villaggio una sera giunge un dentista ambulante, che lo affascina, facendogli prendere la decisione di imparare quel mestiere.

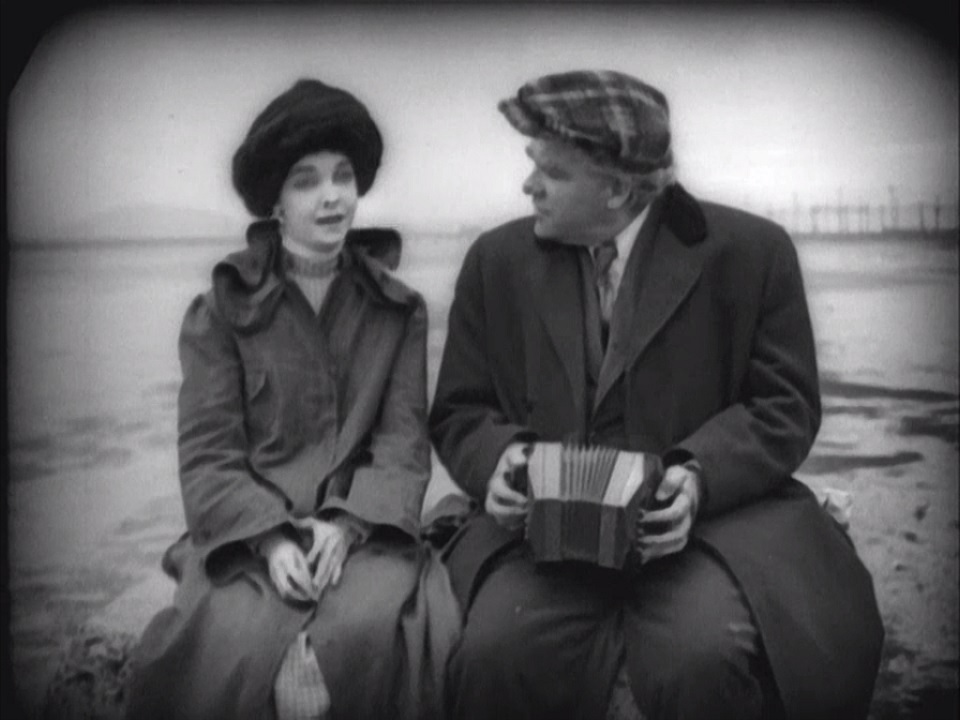
Mac e Trina al primo appuntamento

Nella scena successiva infatti saluta la madre e va in città. Poco dopo Mac è riuscito ad aprire un proprio studio a San Francisco, in Polk Street, dove un giorno ha come clienti il suo amico Marcus e la sua ragazza (e cugina) Trina Sieppe, che ha un dente da curare. Nello studio Maria, la donna delle pulizie, convince Trina ad acquistare un biglietto della lotteria. Mac si invaghisce subito di Trina e, mentre è addormentata col cloroformio, essendo rimasti soli nella stanza, la bacia. Il gesto sacrilego è sottolineato dalla benda sulla testa di Trina, che la fa assomigliare a una suora.
Qualche giorno dopo Mac e Marcus sono in un caffè sul molo e discutono di Trina: Mac racconta del suo impulso, ma Marcus non si arrabbia, anzi rinuncia alla ragazza per l'amico. La loro amicizia è suggellata dalla stretta di mano, sullo sfondo di un quadro religioso dietro di loro, che sembra benedire. Una battuta di Marcus impressiona Mac: "Amici fino alla morte!".
Un fine settimana Mac, Marcus, Trina, con suo padre, sua madre, la sorella dentona di lei e tre bambini escono tutti insieme a San Francisco. Dopo un pomeriggio passato insieme Mac e Trina rimangono soli. Sorpresi da un temporale, si riparano in una capanna, dove Mac confessa il suo amore a Trina chiedendole di sposarla. Lei tergiversa, ma alla fine Mac riesce a strapparle un bacio di assenso, che però la lascia sconvolta. Nonostante ciò i due si danno appuntamento per la domenica successiva. La settimana successiva Trina, dopo un pomeriggio passato con Mac e la madre, tornando a casa viene accolta da una folla di amici e conoscenti: proprio lei ha vinto la lotteria, un premio di ben 5.000 dollari in monete d'oro. Felici per l'accaduto Mac e Trina decidono di sposarsi.

### Il matrimonio

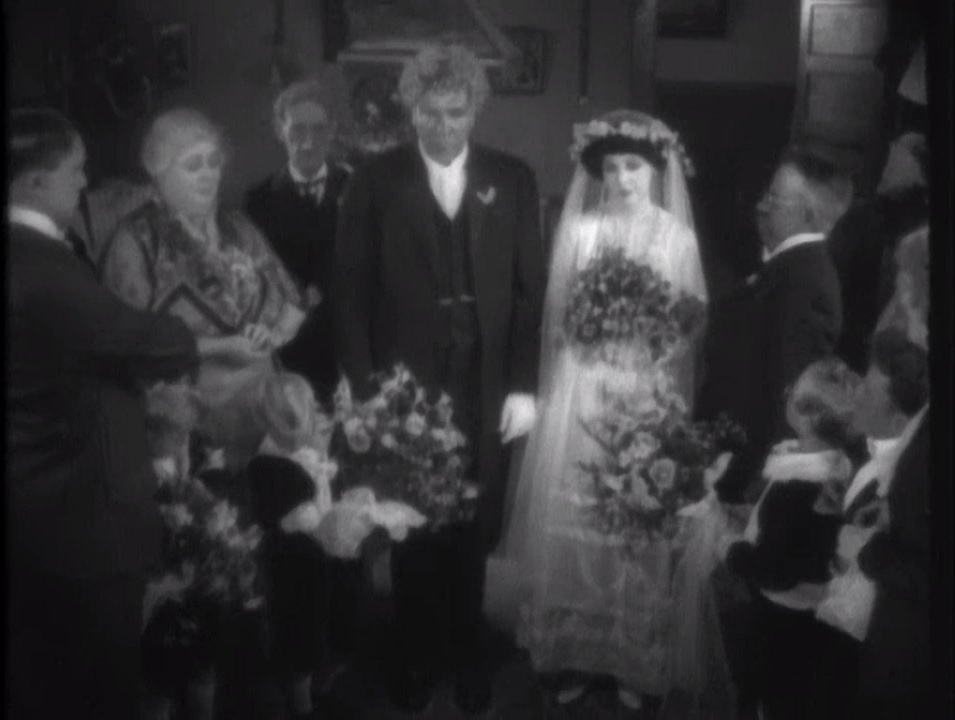
Il matrimonio

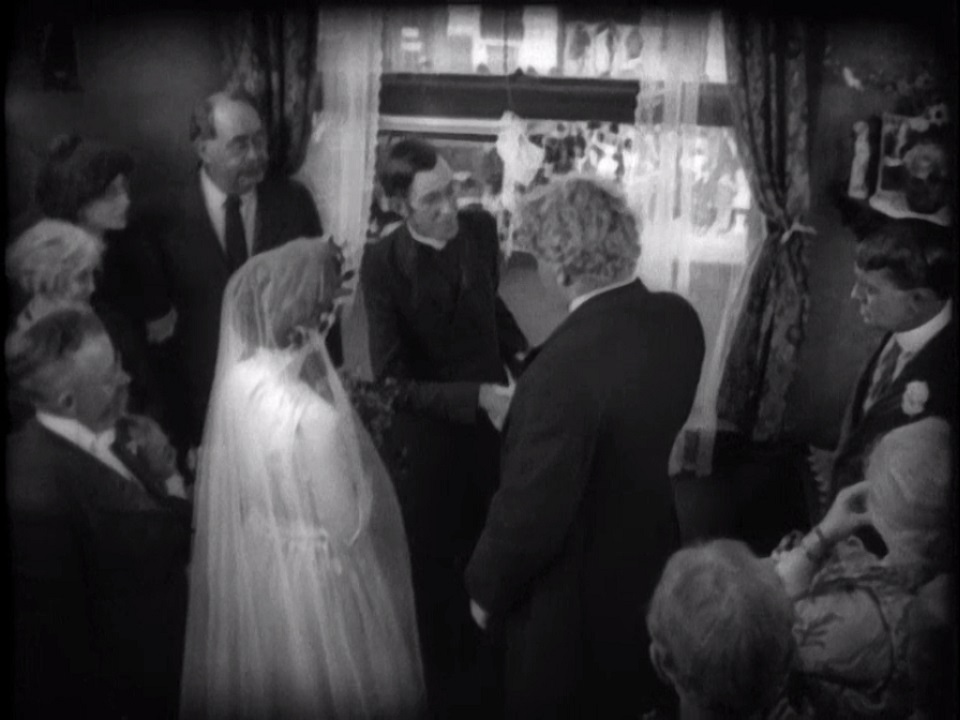
Passaggio del carro funebre in profondità di campo

Con l'arrivo del denaro inizia anche la rapacità: Marcus infatti non perdonerà più Mac di avergli portato via la ragazza che ora vale un tesoro. La scena del matrimonio e del banchetto di nozze sono tra le più famose del film, tipiche dello stile crudele e disincantato di von Stroheim. Tutto sembra procedere alla perfezione, ma il regista mette in evidenza un lugubre presagio, per via di un funerale che sta passando sotto le finestre della casa, ripreso con un'inquadratura dalla grande profondità di campo: questa tecnica era poco usata nel cinema americano, perché lo sfondo poteva distrarre lo spettatore nei dettagli, invece Stroheim la usò per generare un conflitto nell'inquadratura, dove lo sfondo dà il vero significato alla scena, anche se l'avampiano mostra tutt'altro.
Il successivo banchetto è costruito tutto per sottolineare la decadenza e la volgarità delle persone: i cibi sono banane, pasticcini che sporcano le mani e la faccia, o macabri teschi di pecora, rosicchiati bestialmente dagli invitati. Quando gli invitati se ne vanno dalla casa degli sposi Trina sembra terrorizzata. Corre dietro alla madre come per trattenerla ancora con sé, ma alla fine resta sola con Mac. Lui le ha regalato una coppia di uccellini (che spesso nel film saranno mostrati come simbolo della loro coppia), ma la vista della gabbia mette Trina in grande sconforto (con una soggettiva che si appanna si vede la gabbia "con gli occhi di Trina" che si stanno riempiendo di lacrime). La scena si chiude con Mac che chiude il tendaggio sul talamo, mentre Trina singhiozza disperata all'altro capo del letto.

### Vita coniugale
Già dalla prima scena successiva si vede il nuovo atteggiamento di Trina, qualche tempo dopo: nonostante sia molto ricca, col portafogli pieno di banconote e monete, sul sagrato di una chiesa mente al marito dicendogli di non avere soldi, per far sì che paghi lui un giglio bianco che una vecchia sta vendendo. È la prima avvisaglia di quell'avarizia che diventerà patologica, trasformandola da una mite ragazza alla rigida custode del suo tesoro. Anche quando la coppia cerca casa è chiaro che Trina non è disposta a spendere i suoi soldi e restano nella vecchia casa.
Una sera Marcus, Mac e altri amici sono in un locale a bere, fumare e giocare a carte. In quell'occasione Marcus, che è ubriaco, si arrabbia con Mac per avergli soffiato la ragazza da 5.000 dollari, arrivando a provocarlo rompendogli la pipa e lanciandogli contro un coltello che si pianta sul muro accanto alla testa di Mac. Marcus scappa, ma Mac non può inseguirlo perché è trattenuto.
Nel frattempo Trina sta dedicandosi al suo passatempo da allora preferito: toccare, guardare e lucidare le sue monete d'oro. Quella sera Mac e Trina discutono sulla richiesta della madre di lei di darle 50 dollari, ma Trina è categorica: i suoi soldi non si toccano. Anzi, quando Mac dorme, lei gli prende i soldi dalle tasche dei pantaloni. Strofinandosi le mani soddisfatta l'inquadratura sfuma su due braccia scheletriche che accarezzano delle monete d'oro, simbolo della rapacità e avarizia della donna.

### Il tracollo

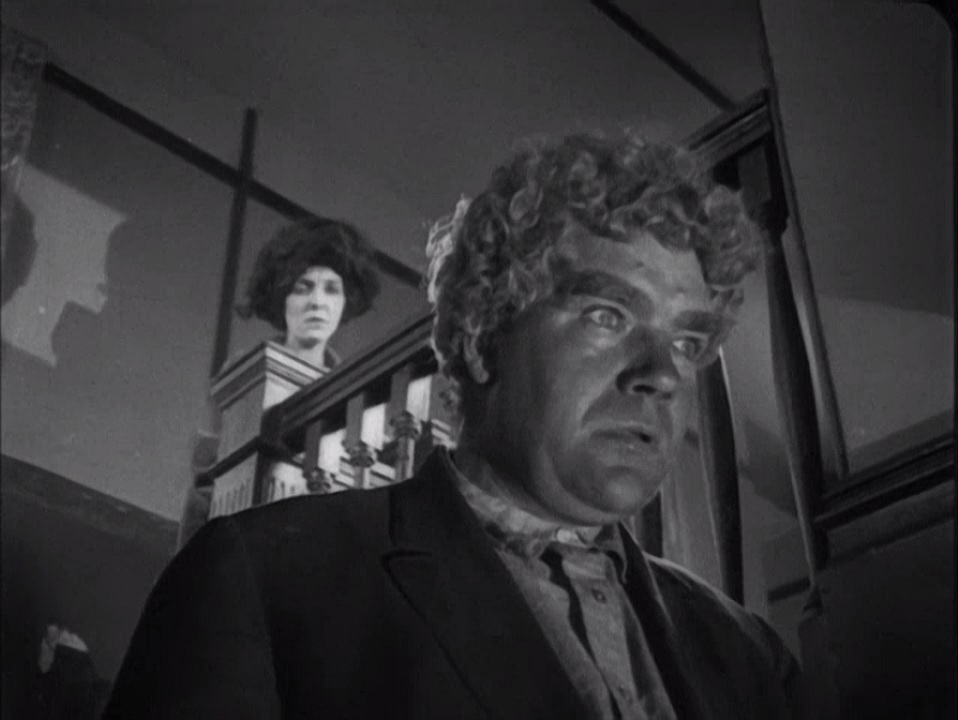
Profondità di campo che sottolinea il distacco e la diffidenza tra i coniugi

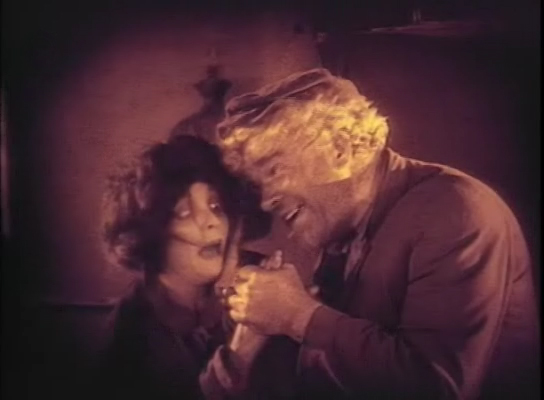
Litigio

Un giorno Trina e Mac ricevono una strana visita di Marcus, che entra in casa loro allegro e festoso, ma in realtà li sta per tradire. Chiede a Mac come vada il lavoro, mentre un gatto, simbolo di Marcus, scorrazza per la stanza (più tardi assalirà la gabbia degli uccellini). Infine li informa che sta per trasferirsi da un amico dove ha trovato lavoro nel suo ranch, dando loro l'addio. Pochi giorni dopo nel suo studio Mac riceve una lettera dove lo Stato della California lo informa che è venuto a sapere che non è provvisto di diploma, quindi deve chiudere lo studio al più presto: è opera di Marcus, come testimonia la simbologia di un gatto che salta sugli uccellini in gabbia.
Per Mac e Trina è la fine dal benestare e da allora i loro problemi si acuiranno tragicamente, iniziando un processo di distruzione reciproca. Dopo la chiusura dello studio la coppia vende tutti i suoi averi per continuare a vivere, ma Trina custodisce ancora gelosamente il suo tesoro. La casa è svuotata dei mobili e i vestiti della coppia sono ormai trasandati. In questo clima è facile arrivare ai litigi: Trina rimprovera il marito di non trovare un lavoro e lui vorrebbe invece che lei spendesse i suoi soldi. Le loro facce sono ormai dure maschere. Mac inizia a frequentare il bar, dove si ubriaca.
Trina intanto ha incubi dove mani come serpenti rubano pezzi del suo tesoro e non fa che chiedere soldi al marito, che ormai si sente come uno schiavo della donna. Una sera i due hanno un litigio particolarmente violento. Esasperato dalle continue richieste di denaro della moglie Mac chiede con insistenza di vedere i cinquemila dollari, ma lei nega di averli ancora, chiedendosi dove lui trovi invece i soldi per il whisky (non sa che glielo offrono gli amici). Quella sera il litigio finisce con Mac che va a letto, ma qualche sera dopo egli diventa più cattivo e insistente, arrivando a torturare la moglie mordendola finché non si fa consegnare dei soldi (alcune banconote messe da parte).
Un giorno Trina va a comprare la carne con un dollaro e compra quella più economica, praticamente marcia, per quindici centesimi, ma a casa ne rende a Mac solo venticinque, nascondendo il resto. È la goccia che fa traboccare il vaso: qualche giorno dopo Mac esce per pescare e non torna più.

### Separazione

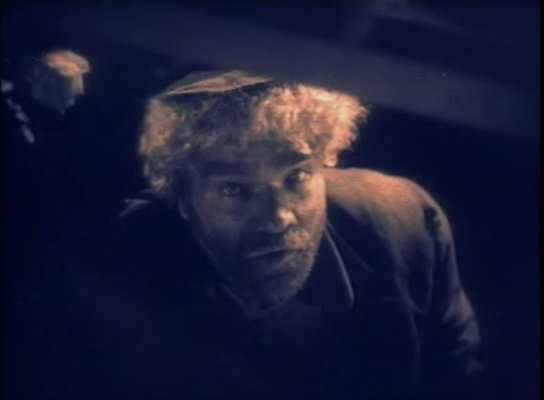
Mac ritrova Trina in una scuola

Dopo la separazione Trina trova lavoro come custode in una scuola elementare: la notte dorme in una stanzetta della scuola, dove si dedica alla sua passione: spargere le monete d'oro, guardarle, accarezzarle, poi metterle sul letto e dormirci insieme. Mac passando per la strada, ignaro del nuovo alloggio della moglie, trova un pezzo della foto del suo matrimonio nell'immondizia e decide di guardare nella finestra della scuola vicina. Qui ritrova Trina e la sveglia bussando alla finestra, per chiederle qualcosa da mangiare (le buone intenzioni di Mac sono simboleggiate da una rosa bianca del giardino, che appare dietro di lui nell'inquadratura). Lei però lo tratta con estrema durezza, scacciandolo come se fosse venuto solo per chiedere i suoi soldi.
La vigilia di Natale Mac si ripresenta alla scuola di notte, furioso. Adesso vuole i cinquemila dollari dalla moglie. Lei fugge, cerca di scappare, ma Mac la prende, la picchia e alla fine, fuori dall'inquadratura, la strangola. Allora si dirige in camera sua e rovista finché non trova il sacchetto delle monete d'oro, che prende uscendo indisturbato in strada, nonostante fossero appena passati due poliziotti. Un'inquadratura simbolica mostra Mac e Trina, stritolati da un'enorme mano.

### Epilogo

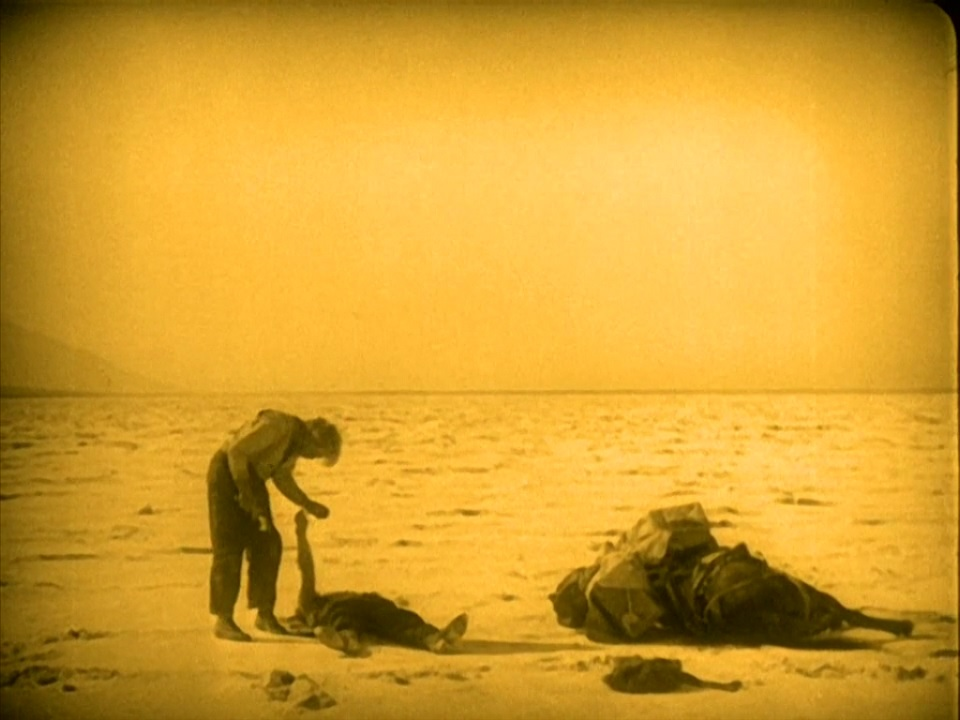
Epilogo

Mac è fuggito da San Francisco, ma non riuscendo a trovare pace in nessun luogo arriva al deserto di Mojave, mentre stanno affiggendo volantino con la sua faccia e la scritta "Wanted" in tutto lo stato, promettendo anche una ricompensa. Un volantino arriva anche al ranch di Marcus, che con alcuni compagni decide di andare a cercarlo. Mac è solo nel deserto con un cavallo, il volto con la barba lunga e solcato da profonde rughe per la disidratazione (von Stroheim fece davvero patire la sete ai suoi attori). Tra serpenti velenosi, rettili e scorpioni Mac esclama la celebre battuta: "Cielo, che paese!", che simboleggia il parallelo tra l'aridità del luogo e quella della sua anima.
I cercatori intanto riescono a trovare le tracce del passaggio di Mac e del suo cavallo, ma le condizioni proibitive diradano il gruppo, finché solo Marcus prosegue nella ricerca, accecato dall'avidità di riavere i "suoi" cinquemila dollari. Il cavallo di Marcus muore disidratato, ma egli continua anche a piedi, dopo aver trovato le inconfondibili orme del passaggio del nemico nel deserto.
Alla fine, sotto un sole cocente, i due si rincontrano. Marcus è armato, per cui inizialmente ha la meglio. Poi però il cavallo di Mac, dove c'è il bagaglio e il tesoro, scappa, allora Marcus lo abbatte per fermarlo. L'animale muore, però un proiettile ha anche forato la borraccia di Mac. Allora i due nemici, soli in mezzo nel deserto, senza animali e senza acqua, iniziano l'ultima lotta, dove Mac uccide l'eterno rivale con i colpi del calcio della pistola. Ma Marcus è riuscito ad ammanettare Mac con la sua mano, prima di morire. Il finale tragico vede Mac che si rassegna alla morte accanto al nemico. Cerca di liberare anche l'uccellino in gabbia che si era portato con sé, simbolo della sua anima, ma nemmeno quello ha più la forza di volare e si accascia vicino al cavallo morto, mentre nel sole brillano le inutili monete d'oro sparse in terra, fonte di tutti i guai.

## Caratteristiche

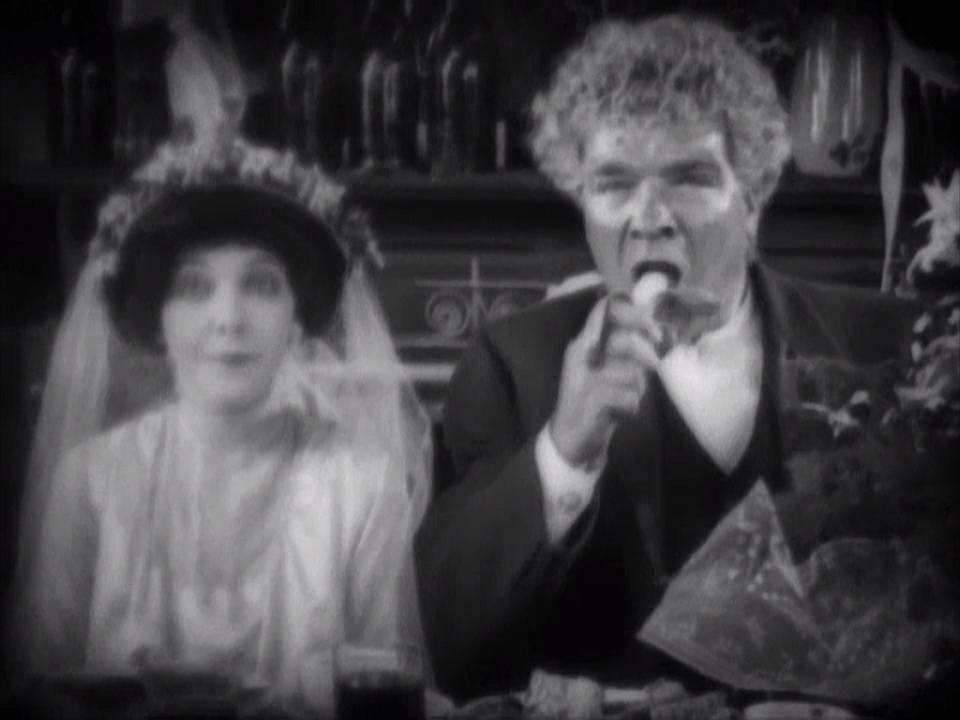
Il banchetto

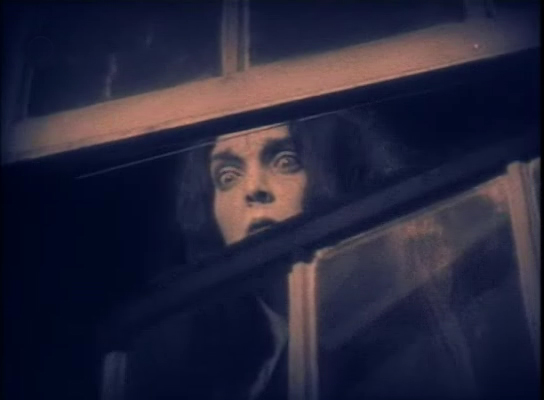
Trina dopo la separazione

Rapacità è generalmente considerato il capolavoro di von Stroheim, una delle prime opere di sfida e provocazione alla cultura ed alla società dell'epoca. Innanzitutto è un tipico esempio di grandiosità dispendiosa, con la realtà ricreata nei più minuti particolari, tramite la messa in scena curatissima, una grande profusione di mezzi e una durata titanica.
I produttori inizialmente giocarono con la sua megalomania per scopi pubblicitari, coniando anche la frase contano soprattutto l'opera e il regista (pochi anni dopo la MGM rovesciò il principio in conta soprattutto il produttore) e dipingendo attorno a lui la leggenda del decadente nobile europeo emigrato a Hollywood, ma gli insuccessi portarono in seguito al suo ostracismo, almeno come regista.
In Rapacità il realismo e le continue metafore visive sono fuse in un tutt'uno. I set sono ricavati nei luoghi descritti dal romanzo con una precisione maniacale, mentre le singole inquadrature erano frequentemente simboliche o allegoriche, che esplicitano il vero senso della storia e gli stati d'animo dei personaggi. Alcune inquadrature sono puramente simboliche (come quella delle lunghe mani scheletrite sulle monete d'oro o il primissimo piano del gatto che sta per attaccare gli uccellini), altre contengono simboli (come la banana, simbolo di volgarità, mangiata da Mac al pranzo di matrimonio), altre ancora contengono allusioni costruite con le inquadrature: per esempio durante i litigi tra Mac e Trina si vede in una scena Trina che guarda dall'alto delle scale (in lontananza) Mac che scende (in primo piano), evidenziando l'odio e la divisione tra i due coniugi. Le sequenze puramente simboliche ritmano il racconto e frequenti sono i parallelismi fra uomini e animali.
Von Stroheim usò la profondità di campo, difformemente dalla tendenza americana a escluderla, sfruttando anche lo sfondo per costruire le sue profonde simbologie: lo sfondo infatti poteva arrivare a rappresentare il contrario di quello che si vede in avampiano (vicino cioè alla macchina da presa). Così se viene mostrata una scena lieta uno sfondo tetro e spettrale ne cambia la connotazione. Tipico è l'esempio del matrimonio dei protagonisti, dove si vede un funerale passare davanti alla finestra, un oscuro presagio della futura vita coniugale che genera angoscia fin dall'inizio.
Accanto ai simboli però esiste anche un realismo esasperato, che analizza la violenza e la crudeltà dei personaggi, nella maniera tipica del linguaggio del regista: non esistono buoni e cattivi, i personaggi sono tutti cattivi e gli eventi porteranno ciascuno a tirare fuori il lato peggiore di sé, verso la distruzione. Incredibilmente reali sono le scene dei litigi, con violenti primi piani dove esplode la collera dei protagonisti, costruiti con violenti campo-controcampo a 180°, tanto che sembra di percepire le loro urla. Lo sguardo del regista è impietoso e mostra tutti i dettagli anche più crudi come il sudore, la sporcizia, la sofferenza fisica, con una violenza che ignora le convenzioni di compiacimento verso lo spettatore. Il suo cinema infatti era indifferente alle necessità dello spettacolo, sia come durata sia come tematiche e metodi di rappresentazione affrontati: il film non era un piacere rilassato, ma un impegno intellettuale e anche fisico per chi lo guardava.
Inoltre il film ha una carica sensuale e erotica, soprattutto nella prima parte, tipica del regista, che contraddistingue le sue opere e che non avrà pari nel cinema successivo: alcuni critici hanno parlato di "violenza erotica".